# Deutsche Rück
Die Deutsche Rück (vollständig: Deutsche Rückversicherung Aktiengesellschaft Düsseldorf) ist eine Rückversicherung mit Sitz in Düsseldorf. Sie gehört zur Sparkassen-Finanzgruppe.

## Geschichte
Die Deutsche Rückversicherung AG wurde im August 1951 in Bernkastel-Kues gegründet und nahm hier im Januar 1952 ihr Geschäft auf. Der Sitz des Unternehmens war zunächst in Hamburg und Berlin. 1989 wurde der Hauptsitz nach Düsseldorf verlegt.
Das Tochterunternehmen Deutsche Rückversicherung Schweiz AG (DR Swiss) wurde im September 2000 gegründet, zeichnet seit Januar 2001 aktiv Geschäft und hat seither seinen Sitz in Zürich. 2004 erhielt die Deutsche Rück unter Einbeziehung des Tochterunternehmens DR Swiss von Standard & Poor’s das Rating „A+“ (Ratingcode steht für eine hohe Kreditwürdigkeit), dieses wurde seitdem beibehalten (Stand 2024).
Die Deutsche Rück ist seit 2002 Gesellschafter bei der Extremus Versicherung, einem deutschen Spezialversicherer für Großschäden durch Terrorismus.

## Organisation
Gemeinsam mit der VöV Rückversicherung Körperschaft des öffentlichen Rechts, dem anderen gruppeneigenen Rückversicherer der Öffentlichen Versicherer in Deutschland, bildet die Deutsche Rück eine betriebliche Einheit. Dabei übernimmt die Deutsche Rück für die öffentlichen Versicherer die Deckung von Sachversicherungsrisiken, während die VöV Rück Risiken in der Haftpflicht-, Unfall-, Kraftfahrt- und Lebensversicherung sowie sonstigen Versicherungszweigen abdeckt.
Die Deutsche Rück ist vor allem in Deutschland, Österreich und Osteuropa aktiv. Sie bedient auch andere Länder im europäischen Markt, die jedoch vorrangig von der Einheit in Zürich betreut werden. Neben der Schweiz werden von hier aus die Märkte in Westeuropa und Nordafrika bearbeitet.
Die Gesellschaft bedient sowohl das Leben/Kranken (L&H) als auch das Schaden/Unfall (P&C) Geschäft, wobei das Schaden-/Unfallgeschäft den größeren Anteil am Prämienaufkommen hat.
Im Zuge einer fortschreitenden Internationalisierung erfolgte mit Beginn des Jahres 2021 der Markteintritt im Mittleren Osten, im Laufe des Jahres 2021 in Lateinamerika und ab 2023 in Süd-, Südost- und Ostasien.
Die Deutsche Rückversicherung AG tätigt seit dem Jahr 2024 auch Leben-Rückversicherungsgeschäft in Ländern der Region Mittlerer Osten und Nordafrika.

## Zahlen
Im Geschäftsjahr 2024 erzielte der Deutsche Rück Konzern Bruttoeinnahmen von 2.085 Mio. Euro an Prämien (gebuchten Beiträgen), ohne Berücksichtigung der VöV Rück. Im Jahresdurchschnitt 2024 waren in den konsolidierten Unternehmen – bezogen auf eine Vollzeitbeschäftigung – 203 Mitarbeiter beschäftigt. Die Deutsche Rück erzielte ein Ergebnis der normalen Geschäftstätigkeit (EGT) von 22,3 Mio. Euro und einen Jahresüberschuss (nach Steuern) von 14,5 Mio. Euro. Über den VöV Rück Konzern wurden zusätzlich Prämien in Höhe von 229 Mio. Euro generiert, bei einem EGT von 12,4 Mio. Euro.

## Belege
1. 1 2 3 4  Geschäftsbericht 2024. Abgerufen am 7. Juli 2025.
2. ↑  16 deutsche Versicherer gründen im Jahr 2002 den Spezialversicherer EXTREMUS. Abgerufen am 17. Januar 2019.
3. ↑  Deutsche Rück expandiert nach Süd-, Südost- und Ostasien. Abgerufen am 28. Februar 2023.
4. ↑  Deutsche Rück erweitert Leben-Rückversicherungsgeschäft um Middle East und Nordafrika. Abgerufen am 15. Februar 2024.